# Epamera apatosa
Epamera apatosa är en fjärilsart som beskrevs av Talbot 1935. Epamera apatosa ingår i släktet Epamera och familjen juvelvingar. Inga underarter finns listade i Catalogue of Life.